# Diidromiricetina
La diidromiricetina o DHM, o anche ampelopsina , è un flavanonolo dal gruppo dei flavonoidi, con proprietà antiossidanti e alcool detossificanti.

## Storia
L'effetto alcool detossificante dei frutti del ciliegio giapponese o albero dell'uva passa è noto da oltre 500 anni. Il frutto è considerato nella medicina tradizionale cinese (MTC) antispasmodico, febbrifugo e lassativo, i semi macinati hanno effetto diuretico.

## Farmacologia
Il polifenolo diidromiricetina ha un forte potere antiossidante.
Inoltre, la diidromiricetina vanta proprietà anti-alcool, poiché si lega al recettore GABAA e agli stessi recettori sulle cellule nervose si lega anche l'alcol. Nel 2012 su un modello animale di topo è stato dimostrato che gli animali intossicati dall'alcool, a cui era stata somministrata una dose diidromiricetina di 1 mg/kg, erano rapidamente divenuti sobri e notevolmente più attivi rispetto al campione di controllo non trattato con il DHM, che invece avevano mostrato maggiori segni dei postumi di un'intossicazione alcolica.
L'effetto epato-protettivo del DHM è già conosciuto da molto tempo, infatti, gli estratti dell'albero di ciliegio giapponese in Corea dal 2008 sono raccomandati per la rigenerazione del fegato di pazienti affetti da alcolismo.
Ricerche di scienziati cinesi mostrerebbero interessanti proprietà antitumorali.